# Радіоімунний аналіз
Радіоімунний аналіз (РІА) — вид імунохімічного аналізу, високочутливий метод, що має велику кількість модифікацій. Специфічність і чутливість методу становить 99-100 %.
Заснований на конкурентній взаємодії поміченого радіоактивним ізотопом комплексу Ag-Ab.
Використовується в мікробіології для швидкої діагностики мікроорганізмів.

## Застосування
Застосовується рідко внаслідок своєї екологічної небезпечності.